# Xã South Fork, Quận Christian, Illinois
Xã South Fork (tiếng Anh: South Fork Township) là một xã thuộc quận Christian, tiểu bang Illinois, Hoa Kỳ. Năm 2010, dân số của xã này là 2.788 người.